# Ecsenius caeruliventris
Ecsenius caeruliventris es una especie de pez de la familia Blenniidae en el orden de los Perciformes.

## Morfología
• Los machos pueden llegar alcanzar los 2,4 cm de longitud total y las hembras 2,37.

## Reproducción
Es ovíparo.

## Hábitat
Es un pez de mar y de clima tropical que vive entre 3-5 m de profundidad.

## Distribución geográfica
Se encuentra en la costa noreste de Sulawesi (Indonesia ).